# آریوبرزن یکم (پادشاه کاپادوکیه)

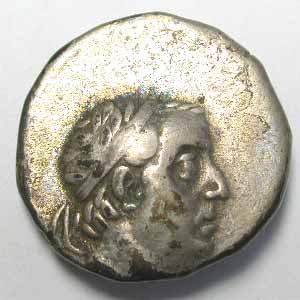
دراخمای آریوبرزن یکم کاپادوکیه

آریوبرزن یکم (به پارسی باستان: 𐎠𐎼𐎡𐎹𐎠𐎲𐎼𐏀𐎠𐎴؛ نویسه‌گردانی: *Aryābr̥zans؛ زبان یونانی باستان: Ἀριοβαρζάνης؛ نویسه‌گردانی: Ariobarzánēs) یا فیلورومائوس (یونانی باستان: Φιλορωμαίος به معنی دوست روم)، پادشاه کاپادوکیه از ۹۵ تا ۶۳ یا ۶۲ پ.م. بود. آریوبرزن، از اشراف‌زادگان کاپادوکیه و از دودمانی نامشخص بود.